# Mesorregión del Noroeste de Minas
La mesorregión del Noroeste de Minas era una de las doce mesorregiones del estado brasileño de Minas Gerais. Estaba formada por la unión de diecinueve municipios agrupados en dos microrregiones. Esta región minera perteneció al estado de Pernambuco hasta mediados del siglo XVIII.
En 2017 el IBGE disolvió las mesorregiones y microrregiones, creando un nuevo marco regional brasileño con nuevas divisiones geográficas denominadas, respectivamente, regiones geográficas intermedias e inmediatas.

## Mayores ciudades
- Paracatu - 84.718 habitantes
- Unaí - 77.590 habitantes
- Juán Pinheiro - 45.260 habitantes

Fuente: IBGE 2007

## Microrregiones
- Paracatu
- Unaí